# Aasta Hansteen
Aasta Hansteen, também conhecida como Hasta Hanseen (Chistiania, 10 de dezembro de 1824 - Christiania, 13 de abril de 1908), foi uma pintora, escritora e feminista pioneira norueguesa. Ela foi a primeira mulher na Noruega a ser treinada como pintora profissional e uma das primeiras mulheres de sua classe social a receber uma educação profissional formal e uma profissão.
Hansteen estava muito preocupada com as questões das mulheres e a causa, e publicou uma série de artigos e livros nos quais apresentava seus pontos de vista. Ela é conhecida como a primeira mulher a dar palestras públicas na Noruega. Seu comportamento ousado cruzou os limites do que era aceito para as mulheres na Noruega na época, e ela foi recebida com resistência e ridículo. Para o movimento feminista posterior, foi uma importante fonte de inspiração.